# 국가안보전략연구원
국가안보전략연구원은 국가정보원에서 운영자금을 지원해 사실상 국정원 산하인 대한민국의 연구소이다. 국가안보전략연구소에서 명칭을 변경하였다.